# Bataille d'Orewin Bridge
Conquête du Pays de Galles par Édouard Ier
Batailles
La bataille d'Orewin Bridge oppose Anglais (commandés par les seigneurs des Marches galloises) et Gallois le 11 décembre 1282, près de Builth Wells au Pays de Galles lors de la seconde campagne de Conquête du pays de Galles par Édouard Ier. C'est une victoire anglaise décisive qui entraîne la fin de l'autonomie galloise, à la suite de la mort du roi de Gwynedd et prince de Galles, Llywelyn ap Gruffydd, au combat.

## Contexte
En 1282, cinq ans après une première révolte, une nouvelle rébellion des Gallois conduits par Llywelyn ap Gruffydd, Roi de Gwynedd et Prince de Galles et son frère Dafydd ap Gruffudd a lieu contre l'occupation anglaise d'une partie du pays. Édouard Ier (roi d'Angleterre), organise une expédition pour soumettre les rebelles mais aussi dans un but de conquête de cette marche récalcitrante. Sa stratégie consiste à envahir le pays avec 3 armées au nord, au centre et au sud. Après avoir remporté deux succès au sud (Bataille de Llandeilo Fawr) et au nord (Bataille de Moel-y-don), Llywelyn s'aventure au centre du pays afin de rallier des supporteurs au cœur des Marches galloises dont certains des seigneurs sont prêts à soutenir Llywelyn. Toutefois, les Anglais peuvent compter sur 3 farouches partisans du Roi Edouard, Roger l'Estrange, John Giffard, Baron de Brimsfield et Edmond Mortimer (2e baron Mortimer). Ils parviennent à rassembler une importante armée de près de 7 000 hommes composés essentiellement d'archers du Shropshire et d'une cavalerie lourde ainsi que les troupes galloises fournies par Gruffydd ap Gwenwynwyn, Prince de Powys Wenwynwyn, rival traditionnel de Llywelyn qui l'avait dépossédé de ses domaines et avait fait défection en 1276.

## La bataille
Le 11 décembre 1282, l'armée de Llywelyn occupe une colline au nord de la rivière Irfon près du village de Cilmeri afin de prévenir toute attaque depuis le sud sur le pont d'Orewin. Cette armée, forte d'environ 7 000 hommes, est composée de quelques milliers de lanciers du nord du Pays de Galles, de 160 chevaliers de la maison personnelle de Llywelyn et d'archers locaux de Brecon ayant trahi leurs alliés anglais après leur défaite à Llandeilo Fawr. Llywelyn lui-même n'est pas présent, s'étant rendu à la rencontre de seigneurs locaux afin de les rallier, probablement au château de Builth.
Avertis par un habitant d'un gué à moins de 4 kilomètres en aval près du confluent avec la rivière Wye, l'armée anglaise envoie la plupart de ses archers franchir la rivière Irfon afin de prendre par le flanc l'armée galloise. Tandis que celle-ci fait mouvement pour lui faire face, les cavaliers anglais franchissent le pont désormais non défendu.
Les archers anglais attaquent alors les schiltrons gallois, leur causant de lourdes pertes et désorganisant l'armée galloise tandis que la cavalerie anglaise charge par derrière, prenant en étau les troupes galloises démoralisées. Tandis que son armée fui en déroute, Llywelyn accourt sur le champ de bataille mais il est tué par un fantassin anglais, Stephen de Frankton, d'Ellesmere.

## Conséquences
Cette défaite et la mort de son roi marque la fin de la guerre, la conquête définitive du Pays de Galles par les Anglais et la fin de l'autonomie galloise.
Malgré la poursuite de la guérilla pendant quelques mois, Dafydd, frère et éphémère successeur de Llywelyn, est trahi, capturé et exécuté sur ordre du Roi Edouard Ier.